# 熊谷元貞
熊谷 元貞（くまがい もとさだ）は、安土桃山時代から江戸時代初期の武将。安芸国の国人であった熊谷氏の当主。毛利氏家臣で長州藩士。父は熊谷直貞で、母は穂井田元清の娘。子に熊谷主膳正（実名不詳）。

## 生涯
文禄4年（1595年）、熊谷直貞の嫡男として生まれる。
慶長元年（1596年）1月5日に父・直貞が21歳で病死し、慶長10年（1605年）7月2日には、祖父の元直が萩城築城の遅れの責任を負わされて処刑された上、叔父の次郎兵衛や猪ノ助らも処刑された（五郎太石事件）。この時、元貞は家臣の桐原惣右衛門に連れられ、母方の叔父にあたる長府藩主・毛利秀元の下に身を寄せた。後に元貞は赦され、熊谷氏の家督を継いだ。
慶長20年（1615年）5月の大坂夏の陣で奮戦して勲功を挙げ、その恩賞として寄組の地位と長門国厚狭郡吉田村と長門国豊浦郡殿敷等で3000石を与えられ、吉田村に居を構えた。
元和9年（1623年）1月5日に死去。享年29。嫡男の主膳正が後を継いだ。